# Liste der Stolpersteine in Freren
Die Liste der Stolpersteine in Freren enthält alle Stolpersteine, die im Rahmen des gleichnamigen Kunst-Projekts von Gunter Demnig in Freren verlegt wurden. Mit ihnen soll der Opfer des Nationalsozialismus gedacht werden, die in Freren lebten und wirkten. Bei einer Verlegung im Juni 2012 wurden bisher insgesamt 27 Stolpersteine verlegt. (Stand: Juni 2019)

## Liste der Stolpersteine
| Bild                                  | Person, Inschrift | Adresse                                                              | Verlegedatum  | Anmerkung |
| ------------------------------------- | --- | -------------------------------------------------------------------- | ------------- | --- |
| Stolperstein für Ludwig Meyberg       | Hier wohnte Ludwig Meyberg Jg. 1908 Flucht 1940 Marokko überlebt                                                                    | Bahnhofstraße 2 · ehemals Am Kirchblick 9 ·                          | 12. Juni 2012 | Ludwig Meyberg wurde am 9. April 1908 in Freren geboren und war der Bruder von Hildegard Meyberg. Er hatte Jura studiert und flüchtete nach Frankreich, überlebte versteckt im Untergrund. Nach 1945 ernannte ihn die deutsche Regierung als Wiedergutmachung zum Regierungsrat, er blieb jedoch in Frankreich, weil er dort geheiratet hatte. |
| Stolperstein für Else Meyberg         | Hier wohnte Else Meyberg Jg. 1908 deportiert 1943 ermordet in Auschwitz                                                             | Bahnhofstraße 2 · ehemals Am Kirchblick 9 ·                          | 12. Juni 2012 | Else Meyberg wurde am 5. Mai 1903 in Freren geboren und lebte in Berlin-Wilmersdorf. Nach ihrer Heirat trug sie den Namen Else Mayer. Am 14. November 1941 wurde sie ab Berlin in das Ghetto Minsk deportiert. |
| Stolperstein für Hildegard Meyberg    | Hier wohnte Hildegard Meyberg Jg. 1897 Flucht 1940 England überlebt                                                                 | Bahnhofstraße 6 · am Parkplatz ·                                     | 12. Juni 2012 | Hildegard Meyberg wurde am 8. Dezember 1897 geboren. Ihr gelang 1939/1940 die Flucht über Amsterdam nach London. Dort arbeitete sie als Krankenschwester und starb im Jahr 1967. |
| Stolperstein für Josef Meyberg        | Hier wohnte Josef Meyberg Jg. 1863 Flucht 1939 Holland interniert Westerbork deportiert 1943 ermordet in Auschwitz                  | Bahnhofstraße 6 · am Parkplatz ·                                     | 12. Juni 2012 | Josef Meyberg wurde am 24. Juli 1863 in Freren geboren. Von 1889 bis 1914 war er Vorsteher der jüdischen Gemeinde. Am 6. Juni 1939 flüchtete er mit seiner Frau Emma nach Amsterdam in die Niederlande und war ab 4. Februar 1943 im Sammellager Westerbork inhaftiert. Von dort erfolgte am 9. Februar 1943 seine Deportation in das Vernichtungslager Auschwitz, wo er bei Ankunft am 12. Februar 1943 ermordet und später für tot erklärt wurde. |
| Stolperstein für Emma Meyberg         | Hier wohnte Emma Meyberg geb. Löwenstein Jg. 1872 Flucht 1939 Holland interniert Westerbork deportiert 1943 ermordet in Auschwitz   | Bahnhofstraße 6 · am Parkplatz ·                                     | 12. Juni 2012 | Emma Meyberg wurde am 13. Mai 1872 als Emma Löwenstein in Ahaus geboren und lebte mit ihrem Mann Josef in Freren. Am 6. Juni 1939 flüchtete sie in die Niederlande und war ab 4. Februar 1943 im Sammellager Westerbork inhaftiert. Von dort wurde sie am 9. Februar 1943 in das Vernichtungslager Auschwitz deportiert und am 12. Februar 1943 ermordet. |
| Stolperstein für Frieda Meyberg       | Hier wohnte Frieda Meyberg verh. Becker Jg. 1894 deportiert 1944 Theresienstadt befreit/überlebt                                    | Bahnhofstraße 6 · am Parkplatz ·                                     | 12. Juni 2012 | Frieda Meyberg wurde am 8. Juni 1894 als Tochter von Josef und Emma Meyberg geboren. Nach ihrer Ausbildung in einem Hotel in Nürnberg zog sie nach Hamm und heiratete im Jahr 1918 einen katholischen Mann. Später zog sie mit ihm nach Osnabrück. Im Januar 1945 wurde sie verhaftet und in das KZ Theresienstadt deportiert. Sie überlebte, wurde befreit und vom DRK wieder zurückgebracht. Sie starb am 2. Mai 1975. |
| Stolperstein für Samson Meyberg       | Hier wohnte Samson Meyberg Jg. 1901 Flucht 1939 Kolumbien überlebt                                                                  | Bahnhofstraße 6 · am Parkplatz ·                                     | 12. Juni 2012 | Samson Meyberg wurde 1901 als Sohn von Josef und Emma Meyberg geboren. Er war mir Rosa Meyberg verheiratet. Er konnte noch vor November 1938 nach Kolumbien auswandern. Er starb am 27. Dezember 1984. |
| Stolperstein für Rosa Meyberg         | Hier wohnte Rosa Meyberg geb. Ginsberg Jg. 1904 Flucht 1938 Kolumbien überlebt                                                      | Bahnhofstraße 6 · am Parkplatz ·                                     | 12. Juni 2012 | Rosa Meyberg wurde 1904 als Rosa Ginsheim in Diepholz geboren. Sie war mit Samson Meyberg verheiratet und flüchtete mit ihm nach Kolumbien. |
| Stolperstein für Johanna Meyberg      | Hier wohnte Johanna Meyberg verh. Konyn Jg. 1904 Heirat in Holland 1926 interniert Westerbork deportiert 1943 ermordet in Auschwitz | Bahnhofstraße 6 · am Parkplatz ·                                     | 12. Juni 2012 | Johanna Meyberg wurde am 31. Dezember 1899 als Tochter von Josef und Emma Meyberg in Freren geboren. 1926 heiratete sie den Diamantenschleifer Joseph Konijn (Jan Konyn) in den Niederlanden. Sie wurde am 28. Mai 1943 in Sobibor ermordet. |
| Stolperstein für Karl Meyberg         | Hier wohnte Karl Meyberg Jg. 1912 Flucht 1934 Südafrika überlebt                                                                    | Bahnhofstraße 6 · am Parkplatz ·                                     | 12. Juni 2012 | Karl Meyberg wurde am 6. April 1912 als Sohn von Josef und Emma Meyberg geboren. 1935 gelang im rechtzeitig die Flucht nach Südafrika. 1946 siedelte er nach New York über. |
| Stolperstein für Günter Meyberg       | Hier wohnte Günter Meyberg Jg. 1934 Flucht 1938 Kolumbien überlebt                                                                  | Bahnhofstraße 6 · am Parkplatz ·                                     | 12. Juni 2012 | Günter Meyberg wurde 1934 als Sohn von Samson und Rosa Meyburg geboren. Mit der Familie gelang die Flucht nach Kolumbien. |
| Stolperstein für Hans-Hermann Meyberg | Hier wohnte Hans-Hermann Meyberg Jg. 1936 Flucht 1938 Kolumbien überlebt                                                            | Bahnhofstraße 6 · am Parkplatz ·                                     | 12. Juni 2012 | Hans-Hermann Meyberg wurde 1936 als Sohn von Samson und Rosa Meyburg geboren. Mit der Familie gelang die Flucht nach Kolumbien. |
| Stolperstein für Simon Schwarz        | Hier wohnte Simon Schwarz Jg. 1877 deportiert 1941 Riga ermordet 1944 Auschwitz                                                     | Grulandstraße, Auffahrt vor der evangelischen Kirche ·               | 12. Juni 2012 | Simon Schwarz wurde am 18. Februar 1877 in Freren geboren. Am 11. Dezember 1941 wurde er über Osnabrück am 13.12.1941 mit dem sog. Bielefelder Transport in das Ghetto Riga deportiert und am 2. November 1943 in das Vernichtungslager Auschwitz, wo er noch im November 1943 ermordet wurde. |
| Stolperstein für Abraham Schwarz      | Hier wohnte Abraham Schwarz Jg. 1879 Flucht 1939 Holland interniert Westerbork deportiert 1943 ermordet in Auschwitz                | Grulandstraße, Auffahrt vor der evangelischen Kirche ·               | 12. Juni 2012 | Abraham Schwarz wurde am 22. Januar 1879 in Freren geboren. Er lebte in Hamburg und flüchtete in die Niederlande. 1943 wurde er von dort in das Vernichtungslager Auschwitz deportiert und am 26. Januar 1943 ermordet. |
| Stolperstein für Arthur Schwarz       | Hier wohnte Arthur Schwarz Jg. 1895 Flucht 1939 Holland ... versteckt überlebt                                                      | Grulandstraße, Auffahrt vor der evangelischen Kirche ·               | 12. Juni 2012 | Arthur Schwarz wurde 1895 geboren. Ihm gelang die Flucht in die Niederlande, wo er versteckt im Untergrund überlebte. |
| Stolperstein für Erich Schwarz        | Hier wohnte Erich Schwarz Jg. 1908 Flucht 1938 Holland interniert Westerbork deportiert 1942 ermordet in Auschwitz                  | Grulandstraße, Auffahrt vor der evangelischen Kirche ·               | 12. Juni 2012 | Erich Schwarz wurde am 30. Juni 1908 in Freren geboren. Er lebte zuletzt in Essen. 1933 war er im Zwangsarbeitslager Torgau inhaftiert. Er flüchtete nach Belgien und wurde dort am 10./15. Mai 1940 in das Internierungslager Saint Cyprien deportiert. Danach wurde er in das Sammellager Drancy gebracht und am 10. August 1942 in das Vernichtungslager Auschwitz deportiert. |
| Stolperstein für Emma Schwarz         | Hier wohnte Emma Schwarz geb. van Geldern Jg. 1881 deportiert 1941 Riga ermordet 1943 Auschwitz                                     | Grulandstraße/Goldstraße, Eingang zum ehemaligen jüdischen Bethaus · | 12. Juni 2012 | Emma Schwarz wurde am 4. März 1873 als Emma van Geldern in Essen geboren und lebte in Freren. Am 13. Dezember 1941 wurde sie in das Ghetto Riga deportiert und am 2. November 1943 in das Vernichtungslager Auschwitz, wo sie noch im November 1943 ermordet wurde. |
| Stolperstein für Martin Manne         | Hier wohnte Martin Manne Jg. 1899 deportiert 1941 Riga befreit/überlebt                                                             | Grulandstraße/Goldstraße, Eingang zum ehemaligen jüdischen Bethaus · | 12. Juni 2012 | Martin Manne wurde 1899 geboren und war mit Erika Manne verheiratet. Zusammen wurden sie 1941 in das Ghetto Riga deportiert. Nach Auflösung des Ghettos im November 1943 erfolgte der Weitertransport nach Auschwitz, wo bei der Selektion nach Ankunft der dreijährige Sohn Samuel und seine Großmutter Emma separiert wurden. Er selbst und seine Frau Erika überlebten den Holocaust und wurden befreit; sie zogen später nach Lidingö naheStockholm, wo er 1988 verstarb. |
| Stolperstein für Erika Manne          | Hier wohnte Erika Manne geb. Schwarz Jg. 1915 deportiert 1941 Riga befreit/überlebt                                                 | Grulandstraße/Goldstraße, Eingang zum ehemaligen jüdischen Bethaus · | 12. Juni 2012 | Erika Schwarz wurde am 5. Februar 1915 als Tochter von Benno und Emma Schwarz in Freren geboren. Sie besuchte die katholische Mädchenschule in Thuine und zog nach 1933 nach Hannover, wo sie Martin Manne kennenlernte und ihn am 14. Februar 1939 heiratete. Aus der Ehe ging der 1939 geborene Sohn Samuel hervor. Am 11. Dezember 1941 wurde sie mit ihrer Mutter Emma, ihrem Mann Martin und dem Sohn Samuel in das Ghetto Riga deportiert. Ihre Mutter und der Sohn Samuel wurden im November 1943 im KZ Auschwitz ermordet. Nach ihrer Befreiung zog Erika Manne mit ihrem Mann 1945 nach Lidingö naheStockholm, wo sie 2002 verstarb. |
| Stolperstein für Samuel Manne         | Hier wohnte Samuel Manne Jg. 1939 deportiert 1941 Riga ermordet 1943 Auschwitz                                                      | Grulandstraße/Goldstraße, Eingang zum ehemaligen jüdischen Bethaus · | 12. Juni 2012 | Samuel Manne wurde am 31. Dezember 1939 als Sohn von Martin und Emma Manne in Rheine geboren. Am 13. Dezember 1941 wurde er mit seinen Eltern in das Ghetto Riga deportiert. Er wurde im November 1943 in Auschwitz ermordet. Zu diesem Zeitpunkt war er drei Jahre alt. |
| Stolperstein für Hedwig Meyberg       | Hier wohnte Hedwig Meyberg Jg. 1896 deportiert 1943 ermordet in Auschwitz                                                           | Grulandstraße 2 ·                                                    | 12. Juni 2012 | Hedwig Meyberg wurde am 9. November 1896 in Freren geboren und lebte in Hoya. Sie war die Schwester von Siegfried Meyberg. Nach ihrer Heirat trug sie den Namen Hedwig Beermann. Am 31. März 1942 wurde sie in das Ghetto Warschau deportiert und später für tot erklärt. |
| Stolperstein für Siegfried Meyberg    | Hier wohnte Siegfried Meyberg Jg. 1899 deportiert 1941 Riga ermordet 1942                                                           | Grulandstraße 2 ·                                                    | 12. Juni 2012 | Siegfried Meyberg wurde am 30. März 1899 in Freren geboren. Am 13. Dezember 1941 wurde er in das Ghetto Riga deportiert, wo er im Sommer 1942 starb und später für tot erklärt wurde. |
| Stolperstein für Ernestine From       | Hier wohnte Ernestine From verh. Kann Jg. 1889 Flucht 1939 Holland interniert Westerbork deportiert 1942 ermordet in Sobibor        | Grulandstraße 5 ·                                                    | 12. Juni 2012 | Ernestine Kann wurde am 2. Februar 1889 als Ernestine From in Freren geboren und lebte in Duisburg und Essen. Am 20. April 1939 flüchtete sie in die Niederlande und war dann ab 20. April 1943 im Sammellager Westerbork inhaftiert. Von dort aus wurde sie am 18. Mai 1943 in das Vernichtungslager Sobibor deportiert und am 21. Mai 1943 ermordet. |
| Stolperstein für Salomon From         | Hier wohnte Salomon From Jg. 1883 Flucht 1939 Holland interniert Westerbork deportiert 1942 ermordet in Auschwitz                   | Grulandstraße 5 ·                                                    | 12. Juni 2012 | Salomon From wurde am 17. Oktober 1883 in Freren geboren. Er war von 1914 bis 1939 Vorsteher der jüdischen Gemeinde. Im Februar 1940 floh er mit seiner Familie nach Emmen in die Niederlande und wurde am 3. Oktober 1942 verhaftet. Vom Sammellager Westerbork aus wurde er am 5. Oktober 1942 in das Vernichtungslager Auschwitz deportiert und am 8. Oktober 1942 ermordet. |
| Stolperstein für Else From            | Hier wohnte Else From geb. Hertz Jg. 1891 Flucht 1939 Holland interniert Westerbork deportiert 1942 ermordet in Auschwitz           | Grulandstraße 5 ·                                                    | 12. Juni 2012 | Else From wurde am 1. September 1891 als Else Hertz in Borghorst geboren und lebte in Freren. Sie war mit Salomon From verheiratet. Im Februar 1940 flüchtete sie in die Niederlande und war ab 3. Oktober 1942 im Sammellager Westerbork inhaftiert. Von dort wurde sie am 5. Oktober 1942 in das Vernichtungslager Auschwitz deportiert und bei Ankunft am 8. Oktober 1942 ermordet. |
| Stolperstein für Margot From          | Hier wohnte Margot From Jg. 1922 Flucht 1939 Holland interniert Westerbork deportiert 1942 ermordet in Auschwitz                    | Grulandstraße 5 ·                                                    | 12. Juni 2012 | Margot From wurde am 12. Oktober 1922 als Tochter von Salomon und Else From in Rheine geboren und lebte in Freren. Im Februar 1940 flüchtete sie in die Niederlande und war ab 3. Oktober 1942 im Sammellager Westerbork inhaftiert. Von dort wurde sie am 5. Oktober 1942 in das Vernichtungslager Auschwitz deportiert und bei Ankunft am 8. Oktober 1942 ermordet. |
| Stolperstein für Helga From           | Hier wohnte Helga From Jg. 1929 Flucht 1939 Holland interniert Westerbork deportiert 1942 ermordet in Auschwitz                     | Grulandstraße 5 ·                                                    | 12. Juni 2012 | Helga From wurde am 9. Juli 1929 als Tochter von Salomon und Else From in Münster geboren. Sie lebte in Freren und zuletzt in der Israelitische Gartenbauschule Ahlem. Im Februar 1940 flüchtete sie in die Niederlande und war ab 3. Oktober 1942 im Sammellager Westerbork inhaftiert. Von dort wurde sie am 5. Oktober 1942 in das Vernichtungslager Auschwitz deportiert und bei Ankunft am 8. Oktober 1942 ermordet. |

## Verlegungen
- 12. Juni 2012: 27 Stolpersteine an sechs Adressen[19]